# Explosivämne

Varningssymbol för explosiva ämnen.

Explosivämne, även särskrivet explosivt ämne, är ett ämne, i fast eller flytande form, som kan fås att frigöra energi i en snabb exoterm kemisk reaktion. Den frigjorda energin utvecklas i form av snabb ökning av tryck eller volym eller i form av värmeutveckling. De reaktioner som frigör energi sker i form av deflagration eller detonation, som utbreder sig med olika hastighet. Explosioner kan även ske med andra ämnen än de som benämnes explosivämne. Exempelvis kan en blandning av vetemjöl och luft explodera vid antändning (dammexplosion).
En reaktion som leder till en explosion är en kedjereaktion. Reaktionshastigheten påverkas av värme, tryck och koncentration enligt Le Chateliers princip. Värmen som skapas av detonationen gör att utgångsenergin för reaktionen ökar. Detta gör det lättare för reaktanterna att bilda ett aktiverat komplex vilket senare frigör energi när produkterna bildas. Detta gör att ju mer värme som frigörs desto fler radikaler bildas i den primära reaktionen. Eftersom explosiva ämnen är exoterma reaktioner eskalerar reaktionen snabbt på grund av en ökad bildning av radikaler som reagerar med ämnet, vilket ökar värmebildningen, vilket i sin tur ökar bildningen av radikaler. En katalysator sänker aktiveringsenergin som krävs för att reaktionen ska äga rum, vilket också ökar reaktionshastigheten för explosionen. 
Explosionen påverkas också av koncentrationen av det reagerande ämnena och trycket. Både koncentrationen och trycket gör att de reagerande ämnena gör tillräckligt energirika "krokar." Detta ökar reaktionshastigheten, vilket ökar den genererade värmen vilket i sin tur ökar trycket. Detta sker under väldigt kort tid vilket leder till en kraftig tryckökning och värmeutveckling.
Explosivämnen indelas i drivämnen (krut), sprängämnen, tändämnen och pyrotekniska satser. Indelningen beror på om explosivämnet detonerar eller deflagerar, och vilken aktiveringsenergi som måste tillföras för att orsaka reaktion i explosivämnet. Dessa skillnader medför olika användningsområden för olika explosivämnen.

## Användning och indelning av explosiva ämnen/sprängämnen
Sprängämnen är en form av explosiva ämnen men är svårare att antända än explosiva ämnen. Sprängämnen delas in i militära och civila användningsområden. Civila sprängämnen används till sönderslagning av sten, berg och betong till lagom stora bitar. I civila sprängämnen finns det tre huvudgrupper: Blandsprängämnen (dynamex), ANFO och emulsionssprängämne.  
Explosivämne för användning i gruvor är så konstruerade att det inte bildas större mängder av giftiga prudukter som klor och koloxid. Små mängder kväveoxider bildas dock alltid. 
Emulsionssprängämne består av högkoncentrerad nitratlösning som är finfördelad i olja och/eller vax. Vid sprängning reagerar oljan och/eller vaxet som bränsle medan nitratlösningen levererar syret till reaktionen.
ANFO-sprängämnen består av ammoniumnitratkorn som är överdragna med klumpförebyggande medel och absorberad brännolja. Dessa sprängämnen kräver en tändpatron eller primer till detonationen. ANFO-sprängämnen används ofta på grund av sitt låga pris och att det inte bildas farliga nitroglycerinångor från ämnet.
Sprängämnen för militärt bruk tillverkas med fältmässig hanterbarhet, stor sprängeffekt, funktionssäkerhet och lagring i svåra miljöförhållande i åtanke. Dessa sprängämne har oftast högre densitet och detonationshastighet än sprängämnen för civilt bruk. Några viktiga militära sprängmedel är trotyl, pentyl, hexogen och oktogen samt sprängmedel baserade på dessa ämnen. 
Trotyl är det viktigaste militära sprängmedlet och används i bland annat granater, bomber och minor. Det är ofta blandat med ammoniumnitrat (amatol) eller andra sprängämnen. Trotyl används som referens för sprängverkan för kärnladdningar men använd också till tillverkning av pigment och fotokemikalier. Ämnet reagerar explosionsartat med salpetersyra, svavelsyra, reduktionsmedel, bly och järn. Trotyl är ett stabilt ämne men är explosivt, mindre mängder brinner långsamt medan stora mängder eller finfördelade mängder exploderar. Ämnet detonerar vid 240°C eller över.
Pentyl reagerar explosionsartat med salpetersyra, reduktionsmedel, svavelsyra, järn och bly, men detonerar även vid temperaturer på 205°C eller mer. Ämnet är stabilt och högexplosivt, men mindre mängder av ämnet brinner långsamt medan större mängder eller finfördelad pentyl kan detonera. Pentyl kan också användas som läkemedel.  
Hexogen har högre energiinnehåll och högre kristalldensitet vilket ger högre brisans. Oktogen har högre prestanda än hexogen på grund av högre kristalldensitet. Hexotol är en vanlig blandning med 60 procent oktogen och 40 procent trotyl, vilket används i till exempel ammunition för pansarbekämpning.